# Epistom
Epistom (z řec. epi – nad, stoma – ústa) je povrchovou strukturou vyskytující se u živočišných kmenů mechovci (Bryozoa), chapadlovky (Phoronida) a členovci (Arthropoda). 

## U Lophophorata
U mechovců a chapadlovek, kteří patří do živočišné skupiny Lophophorata, tvoří epistom lalok, který překrývá ústní otvor. Jedná se o redukci hlavové části, která je výsledkem přizpůsobení těchto živočichů k bentickému životu na dně.

## U členovců
U členovců je epistom špatně definovaná struktura, jejíž přesné vymezení a původ závisí na skupině, u níž je uváděn. Epistom mají v určité formě desetinožci, dvoukřídlý hmyz, vážky a brouci. Obvykle je ve formě destičky součástí kutikuly, tedy exoskeletu (případně přímo krunýře). 
U desetinohých korýšů (např. u raků) se nachází anteriorně nad ústním otvorem na ventrální straně hlavy. Posteriorně jej od ústního otvoru odděluje příčně protažená lišta zvaná epistomální zygoma. Ta je zpravidla výrazná a obloukovitě klenutá. Epistomální štítek může vybíhat vpředu do malého cephalomediánního výstupku. Anteriorně na epistom mohou navazovat stopky tykadel (pedunkle). Povrch epistomu může být hladký, hrbolatý, nebo trnitý. Mohou ho také porůstat smyslové brvy. Tvar, velikost a povrch epistomu je důležitým druhovým determinačním znakem používaným v taxonomii. 